# Chaperiopsis cristata
Chaperiopsis cristata är en mossdjursart som först beskrevs av Busk 1884.  Chaperiopsis cristata ingår i släktet Chaperiopsis och familjen Chaperiidae. Inga underarter finns listade i Catalogue of Life.